# Sigmaxinella australiana
Sigmaxinella australiana är en svampdjursart som beskrevs av Arthur Dendy 1897. Sigmaxinella australiana ingår i släktet Sigmaxinella och familjen Desmacellidae.
Artens utbredningsområde är havet kring Australien. Inga underarter finns listade i Catalogue of Life.